# Castelnuovo di Farfa
Castelnuovo di Farfa är en ort och kommun i provinsen Rieti i regionen Lazio i Italien. Kommunen hade 1 031 invånare (2018).